# 徳円寺 (大垣市)
徳円寺（とくえんじ）は、岐阜県大垣市にある真宗大谷派の寺院。山号は郡境山。本尊は阿弥陀如来。

## 歴史
この寺は、1535年（天文4年）若森城の城主であった宮川安定が室町幕府12代将軍足利義晴の命を受けて創建したものと伝えられ、当初は薬師如来を本尊としていた。